# بابایی (نام خانوادگی)
بابایی (منسوب به بابا) یک نام خانوادگی است. افراد شاخص با این نام از این قرارند:
- بهداد بابایی، نوازندهٔ سه‌تار
- حمید بابایی، زندانی سیاسی
- حمیدرضا بابایی، بازیکن فوتبال
- روح‌الله بابایی صالح، نمایندهٔ دورهٔ دهم مجلس شورای اسلامی
- عباس بابایی، خلبان نیروی هوایی ایران
- علی‌بابا بابایی، نماینده دوره‌های اول و دوم مجلس شورای اسلامی
- محسن بابایی، چهره‌پرداز سینما